# 塔拉莫纳
塔拉莫纳（義大利語：Talamona），是意大利松德里奥省的一个市镇。总面积21平方公里，人口4732人，人口密度225.3人/平方公里（2009年）。国家统计（ISTAT）代码为014063。